# Resultados do Carnaval de Recife em 2017
Este artigo lista os Resultados do Carnaval de Recife em 2017.

## Bois de carnaval
| Grupo Especial | Grupo Especial                   | Grupo Especial | Grupo Especial |
| Colocação      | Agremiação                       | Pontos         | Ref.           |
| -------------- | -------------------------------- | -------------- | -------------- |
| 1º             | Boi Cara Branca (Limoeiro)       |                | [ 1 ]          |
| 2º             | Boi Mimoso da Bomba do Hemetério |                | [ 1 ]          |
| 3º             | Boi Malabá                       |                | [ 1 ]          |

| Grupo 1   | Grupo 1                   | Grupo 1 | Grupo 1 |
| Colocação | Agremiação                | Pontos  | Ref     |
| --------- | ------------------------- | ------- | ------- |
| 1º        | Boi Maracatu de Arcoverde |         | [ 1 ]   |
| 2º        | Boi Diamante              |         | [ 1 ]   |
| 3º        | Boi Dourado               |         | [ 1 ]   |

| Grupo 2   | Grupo 2       | Grupo 2 | Grupo 2 |
| Colocação | Agremiação    | Pontos  | Ref     |
| --------- | ------------- | ------- | ------- |
| 1º        | Boi de Mainha |         | [ 1 ]   |
| 2º        | Boi Sorriso   |         | [ 1 ]   |
| 3º        | Camarás       |         | [ 1 ]   |

| Grupo de acesso | Grupo de acesso             | Grupo de acesso | Grupo de acesso |
| Colocação       | Agremiação                  | Pontos          | Ref             |
| --------------- | --------------------------- | --------------- | --------------- |
| 1º              | Boi Misterioso de Arcoverde |                 | [ 1 ]           |
| 2º              | Boi Manhoso                 |                 | [ 1 ]           |
| 3º              | Boi Treloso                 |                 | [ 1 ]           |

## Ursos
| Grupo Especial | Grupo Especial           | Grupo Especial | Grupo Especial |
| Colocação      | Agremiação               | Pontos         | Ref.           |
| -------------- | ------------------------ | -------------- | -------------- |
| 1º             | Urso Cangaça (Água Fria) |                | [ 1 ]          |
| 2º             | Urso do Ovao             |                | [ 1 ]          |
| 3º             | Urso Mimoso de Afogados  |                | [ 1 ]          |

| Grupo 1   | Grupo 1                                 | Grupo 1 | Grupo 1 |
| Colocação | Agremiação                              | Pontos  | Ref     |
| --------- | --------------------------------------- | ------- | ------- |
| 1º        | Urso Branco do Camgaça (São L. Da Mata) |         |         |
| 2º        | Pé de lã (Arcoverde)                    |         |         |
| 3º        | Urso Zé da Pinga                        |         |         |

| Grupo 2   | Grupo 2                     | Grupo 2 | Grupo 2 |
| Colocação | Agremiação                  | Pontos  | Ref     |
| --------- | --------------------------- | ------- | ------- |
| 1º        | Urso Panda                  |         |         |
| 2º        | Mimoso de Camaragibe        |         |         |
| 3º        | Milindrozo da Joana Bezerra |         |         |

| Grupo de acesso | Grupo de acesso         | Grupo de acesso | Grupo de acesso |
| Colocação       | Escola                  | Pontos          | Ref             |
| --------------- | ----------------------- | --------------- | --------------- |
| 1º              | Urso brilhante do Coque |                 |                 |
| 2º              |                         |                 |                 |
| 3º              |                         |                 |                 |

## Troças carnavalescas
| Grupo Especial | Grupo Especial           | Grupo Especial | Grupo Especial |
| Colocação      | Agremiação               | Pontos         | Ref.           |
| -------------- | ------------------------ | -------------- | -------------- |
| 1º             | TCM Abanadores do Arruda |                | [ 1 ]          |
| 2º             | TCM To Chegando          |                | [ 1 ]          |
| 3º             | TCM Batutas de Água Fria |                | [ 1 ]          |

| Grupo 1   | Grupo 1                 | Grupo 1 | Grupo 1 |
| Colocação | Agremiação              | Pontos  | Ref     |
| --------- | ----------------------- | ------- | ------- |
| 1º        | TCM Estrela da Tarde    |         | [ 1 ]   |
| 2º        | TCM Teimoso em Folia    |         | [ 1 ]   |
| 3º        | TCM Beija Flor em Folia |         | [ 1 ]   |

| Grupo 2   | Grupo 2        | Grupo 2 | Grupo 2 |
| Colocação | Agremiação     | Pontos  | Ref     |
| --------- | -------------- | ------- | ------- |
| 1º        | Camisa Velha   |         | [ 1 ]   |
| 2º        | O Bagaço é Meu |         | [ 1 ]   |
| 3º        | Maria do Frevo |         | [ 1 ]   |

| Grupo de acesso | Grupo de acesso   | Grupo de acesso | Grupo de acesso |
| Colocação       | Agremiação        | Pontos          | Ref             |
| --------------- | ----------------- | --------------- | --------------- |
| 1º              | Babado em Folia   |                 |                 |
| 2º              | Aeromoça em Folia |                 |                 |
| 3º              |                   |                 |                 |

## Clubes de bonecos
| Grupo Especial | Grupo Especial                           | Grupo Especial | Grupo Especial |
| Colocação      | Agremiação                               | Pontos         | Ref.           |
| -------------- | ---------------------------------------- | -------------- | -------------- |
| 1º             | C. Boneco Seu Malaquias                  |                | [ 1 ]          |
| 2º             | C. BonecoTadeu no Frevo                  |                | [ 1 ]          |
| 3º             | C. Boneco O Menino do Pátio de São Pedro |                | [ 1 ]          |

| Grupo 1   | Grupo 1                              | Grupo 1 | Grupo 1 |
| Colocação | Agremiação                           | Pontos  | Ref     |
| --------- | ------------------------------------ | ------- | ------- |
| 1º        | C. Boneco Tô Afim                    |         | [ 1 ]   |
| 2º        | C. Boneco O Menino da Federação      |         | [ 1 ]   |
| 3º        | C. Boneco O Garoto da Ilha do Maruim |         | [ 1 ]   |

| Grupo 2   | Grupo 2               | Grupo 2 | Grupo 2 |
| Colocação | Agremiação            | Pontos  | Ref     |
| --------- | --------------------- | ------- | ------- |
| 1º        | Raissa no Frevo       |         | [ 1 ]   |
| 2º        | O Comelão             |         | [ 1 ]   |
| 3º        | O Filho do Bochechudo |         | [ 1 ]   |

| Grupo de acesso | Grupo de acesso       | Grupo de acesso | Grupo de acesso |
| Colocação       | Agremiação            | Pontos          | Ref             |
| --------------- | --------------------- | --------------- | --------------- |
| 1º              | Bonecos Pitu no Frevo |                 |                 |
| 2º              | Dona Xoxo             |                 |                 |
| 3º              | O Homem do Burity     |                 |                 |

## Clubes de frevo
| Grupo Especial | Grupo Especial              | Grupo Especial | Grupo Especial |
| Colocação      | Agremiação                  | Pontos         | Ref.           |
| -------------- | --------------------------- | -------------- | -------------- |
| 1º             | C.C.M Clube Das Pás         |                | [ 1 ]          |
| 2º             | C.C.M Bola de Ouro          |                | [ 1 ]          |
| 3º             | C.C.M Girassol da Boa Vista |                | [ 1 ]          |

| Grupo 1   | Grupo 1                 | Grupo 1 | Grupo 1 |
| Colocação | Agremiação              | Pontos  | Ref     |
| --------- | ----------------------- | ------- | ------- |
| 1º        | CCM M. Maracangalha     |         | [ 1 ]   |
| 2º        | CCM Transporte em Folia |         | [ 1 ]   |
| 3º        | CCM Pão Duro            |         | [ 1 ]   |

| Grupo 2   | Grupo 2          | Grupo 2 | Grupo 2 |
| Colocação | Agremiação       | Pontos  | Ref     |
| --------- | ---------------- | ------- | ------- |
| 1º        | Prato Misterioso |         | [ 1 ]   |
| 2º        | Reizado Imperial |         | [ 1 ]   |
| 3º        | Girafa em Folia  |         | [ 1 ]   |

| Grupo de acesso | Grupo de acesso | Grupo de acesso | Grupo de acesso |
| Colocação       | Agremiação      | Pontos          | Ref             |
| --------------- | --------------- | --------------- | --------------- |
| 1º              |                 |                 |                 |
| 2º              |                 |                 |                 |
| 3º              |                 |                 |                 |

1-Lavadeiras de Areia
2-Toreiro de Santo Amaro

## Blocos de pau e corda
| Grupo Especial | Grupo Especial                        | Grupo Especial | Grupo Especial |
| Colocação      | Agremiação                            | Pontos         | Ref.           |
| -------------- | ------------------------------------- | -------------- | -------------- |
| 1º             | B.C.M Amantes das Flores (Camaragibe) |                | [ 1 ]          |
| 2º             | B.C.M Batutas de São José             |                | [ 1 ]          |
| 3º             | B.C.M Lírio da lira                   |                | [ 1 ]          |

| Grupo 1   | Grupo 1              | Grupo 1 | Grupo 1 |
| Colocação | Agremiação           | Pontos  | Ref     |
| --------- | -------------------- | ------- | ------- |
| 1º        | BCM Banhista do Pina |         | [ 1 ]   |
| 2º        | BCM Com Amo a Você   |         | [ 1 ]   |
| 3º        | BCM Flor da Lira     |         | [ 1 ]   |

| Grupo 2   | Grupo 2    | Grupo 2 | Grupo 2 |
| Colocação | Agremiação | Pontos  | Ref     |
| --------- | ---------- | ------- | ------- |
| 1º        |            |         | [ 1 ]   |
| 2º        |            |         | [ 1 ]   |
| 3º        |            |         | [ 1 ]   |

## Tribos de índios
| Grupo Especial | Grupo Especial    | Grupo Especial | Grupo Especial |
| Colocação      | Agremiação        | Pontos         | Ref.           |
| -------------- | ----------------- | -------------- | -------------- |
| 1º             | Tupiniquins       |                | [ 1 ]          |
| 2º             | Tupi Guarani      |                | [ 1 ]          |
| 3º             | Índio Cobra Coral |                | [ 1 ]          |

| Grupo 1   | Grupo 1                   | Grupo 1 | Grupo 1 |
| Colocação | Agremiação                | Pontos  | Ref     |
| --------- | ------------------------- | ------- | ------- |
| 1º        | Índios Tabajaras (Goiana) |         | [ 1 ]   |
| 2º        | Orubá                     |         | [ 1 ]   |
| 3º        | Índio Papo Amarelo        |         | [ 1 ]   |

| Grupo 2   | Grupo 2    | Grupo 2 | Grupo 2 |
| Colocação | Agremiação | Pontos  | Ref     |
| --------- | ---------- | ------- | ------- |
| 1º        |            |         | [ 1 ]   |
| 2º        |            |         | [ 1 ]   |
| 3º        |            |         | [ 1 ]   |

## Caboclinhos
| Grupo Especial | Grupo Especial | Grupo Especial | Grupo Especial |
| Colocação      | Agremiação     | Pontos         | Ref.           |
| -------------- | -------------- | -------------- | -------------- |
| 1º             | Carijós        |                | [ 1 ]          |
| 2º             | Tupinawa       |                | [ 1 ]          |
| 3º             | Tupi           |                | [ 1 ]          |

| Grupo 1   | Grupo 1              | Grupo 1 | Grupo 1 |
| Colocação | Agremiação           | Pontos  | Ref     |
| --------- | -------------------- | ------- | ------- |
| 1º        | Tapirapé             |         | [ 1 ]   |
| 2º        | Tainá                |         | [ 1 ]   |
| 3º        | Canindé (Camaragibe) |         | [ 1 ]   |

| Grupo 2   | Grupo 2       | Grupo 2 | Grupo 2 |
| Colocação | Agremiação    | Pontos  | Ref     |
| --------- | ------------- | ------- | ------- |
| 1º        | Taquaraci     |         | [ 1 ]   |
| 2º        | Potiguares    |         | [ 1 ]   |
| 3º        | Rei Tupinambá |         | [ 1 ]   |

| Grupo de acesso | Grupo de acesso | Grupo de acesso | Grupo de acesso |
| Colocação       | Agremiação      | Pontos          | Ref             |
| --------------- | --------------- | --------------- | --------------- |
| 1º              | Tabajaras       |                 |                 |
| 2º              | Pena Branca     |                 |                 |
| 3º              | Caetés          |                 |                 |

## Maracatus de baque solto
| Grupo Especial | Grupo Especial                   | Grupo Especial | Grupo Especial |
| Colocação      | Agremiação                       | Pontos         | Ref.           |
| -------------- | -------------------------------- | -------------- | -------------- |
| 1º             | Estrela Dourada (Buenos Aires)   |                | [ 1 ]          |
| 2º             | Estrela Brilhante (Nazaré)       |                | [ 1 ]          |
| 3º             | Gavião da Mata (Glória do Goitá) |                | [ 1 ]          |

| Grupo 1   | Grupo 1                          | Grupo 1 | Grupo 1 |
| Colocação | Agremiação                       | Pontos  | Ref     |
| --------- | -------------------------------- | ------- | ------- |
| 1º        | Carneiro Manso (Glória do Goitá) |         | [ 1 ]   |
| 2º        | Pantera Nova (Araçoiaba)         |         | [ 1 ]   |
| 3º        | Agua misteriosa de Nazaré        |         | [ 1 ]   |

| Grupo 2   | Grupo 2                    | Grupo 2 | Grupo 2 |
| Colocação | Agremiação                 | Pontos  | Ref     |
| --------- | -------------------------- | ------- | ------- |
| 1º        | Estrela (Tracunhaém)       |         | [ 1 ]   |
| 2º        | Leãozinho (Aliança)        |         | [ 1 ]   |
| 3º        | Leão da Floresta (Vicença) |         | [ 1 ]   |

| Grupo de acesso | Grupo de acesso                      | Grupo de acesso | Grupo de acesso |
| Colocação       | Agremiação                           | Pontos          | Ref             |
| --------------- | ------------------------------------ | --------------- | --------------- |
| 1º              | Carneiro da Serra (Glória do Goitá)  |                 |                 |
| 2º              | Leao Brilhante de Carpina            |                 |                 |
| 3º              | Cambinda da Lagoa (Lagoa de Itaenga) |                 |                 |

## Maracatus de baque virado
| Grupo Especial | Grupo Especial    | Grupo Especial | Grupo Especial |
| Colocação      | Agremiação        | Pontos         | Ref.           |
| -------------- | ----------------- | -------------- | -------------- |
| 1º             | Porto Rico        |                | [ 1 ]          |
| 2º             | Estrela Brilhante |                | [ 1 ]          |
| 3º             | Leão da Campina   |                | [ 1 ]          |

| Grupo 1   | Grupo 1                   | Grupo 1 | Grupo 1 |
| Colocação | Agremiação                | Pontos  | Ref     |
| --------- | ------------------------- | ------- | ------- |
| 1º        | Cambina Estrela do Recife |         | [ 1 ]   |
| 2º        | Oxum Mirim                |         | [ 1 ]   |
| 3º        | Estrela Dalva             |         | [ 1 ]   |

| Grupo 2   | Grupo 2            | Grupo 2 | Grupo 2 |
| Colocação | Agremiação         | Pontos  | Ref     |
| --------- | ------------------ | ------- | ------- |
| 1º        | Nação Xangô Alafim |         | [ 1 ]   |
| 2º        | Cambinda de Pyá    |         | [ 1 ]   |
| 3º        | Linda Flor         |         | [ 1 ]   |

| Grupo de acesso | Grupo de acesso | Grupo de acesso | Grupo de acesso |
| Colocação       | Agremiação      | Pontos          | Ref             |
| --------------- | --------------- | --------------- | --------------- |
| 1º              |                 |                 |                 |
| 2º              |                 |                 |                 |
| 3º              |                 |                 |                 |

## Escolas de samba
| Grupo Especial | Grupo Especial                 | Grupo Especial | Grupo Especial |
| Colocação      | Agremiação                     | Pontos         | Ref.           |
| -------------- | ------------------------------ | -------------- | -------------- |
| 1º             | Gigantes do Samba              |                | [ 1 ]          |
| 2º             | Galeria do Ritmo               |                | [ 1 ]          |
| 3º             | Imperadores da Vila São Miguel |                | [ 1 ]          |

| Grupo 1   | Grupo 1                | Grupo 1 | Grupo 1 |
| Colocação | Agremiação             | Pontos  | Ref     |
| --------- | ---------------------- | ------- | ------- |
| 1º        | Pérola do Samba        |         | [ 1 ]   |
| 2º        | Estudantes de Sao José |         | [ 1 ]   |
| 3º        |                        |         | [ 1 ]   |

| Grupo 2   | Grupo 2    | Grupo 2 | Grupo 2 |
| Colocação | Agremiação | Pontos  | Ref     |
| --------- | ---------- | ------- | ------- |
| 1º        |            |         | [ 1 ]   |
| 2º        |            |         | [ 1 ]   |
| 3º        |            |         | [ 1 ]   |